# Gare de Feuguerolles - Saint-André
Pour les articles homonymes, voir Gare de Saint-André.
La gare de Feuguerolles - Saint-André est une ancienne gare ferroviaire française de l'ancienne ligne de Caen à Cerisy-Belle-Étoile, située sur le territoire de la commune de Feuguerolles-Bully, adjacente à Saint-André-sur-Orne, dans le département du Calvados, en région Normandie.
Elle est mise en service en 1873 par la Compagnie des chemins de fer de l'Ouest et fermée en 1970.

## Situation ferroviaire
Établie à 10 m d'altitude, la gare de Feuguerolles - Saint-André est située au point kilométrique (PK) 247,800 de l'ancienne ligne de Caen à Cerisy-Belle-Étoile, entre les gares de Caen et de Mutrécy.

## Histoire
La gare fut ouverte à partir du 15 mai 1873, bénéficiant de l'extension de la ligne Flers-Berjou vers Caen. Son exploitation fut reprise en 1908 par la Compagnie des chemins de fer de l'État, puis en 1938 par la SNCF. Cette année-là, le trafic de l'embranchement particulier des mines de Feuguerolles-Saint-André était le plus important du réseau ouest.
En 1944, elle se trouva en pleine zone de bataille le 24 juillet puis le 28 juillet (opération Spring). Dégagée le 1er août, elle resta sur la ligne de front jusqu'au 7 août (début de l'Opération Totalize). Rouverte en 1945, elle est restée en activité pour le service voyageur jusqu’au 3 mai 1970. Par la suite, des trains touristiques ont été exploités à partir de cette gare de 1991 à 1993. Depuis 2005, elle fait l'objet d'un débat pour sa réouverture au service TER. En 2006, elle a fait l'objet d'une animation particulière pour remettre en état son emprise ferroviaire ainsi que ses infrastructures et le Réseau vert de Basse-Normandie a procédé à sa réouverture symbolique. Finalement, le 12 décembre 2006, le Conseil Régional de Basse-Normandie a pris la décision de sauvegarder la ligne.[réf. nécessaire]

## Service des voyageurs
Le bâtiment principal, de style « standard Ouest », est orné d'une plaque commémorative sur laquelle est gravé le texte suivant : « SNCF 1939-1945 - A la mémoire des agents de la SNCF tués par faits de guerre - Lepeltier Victor, Maumon Henri ».
La gare dispose d'une remise et d'un abri de quai.

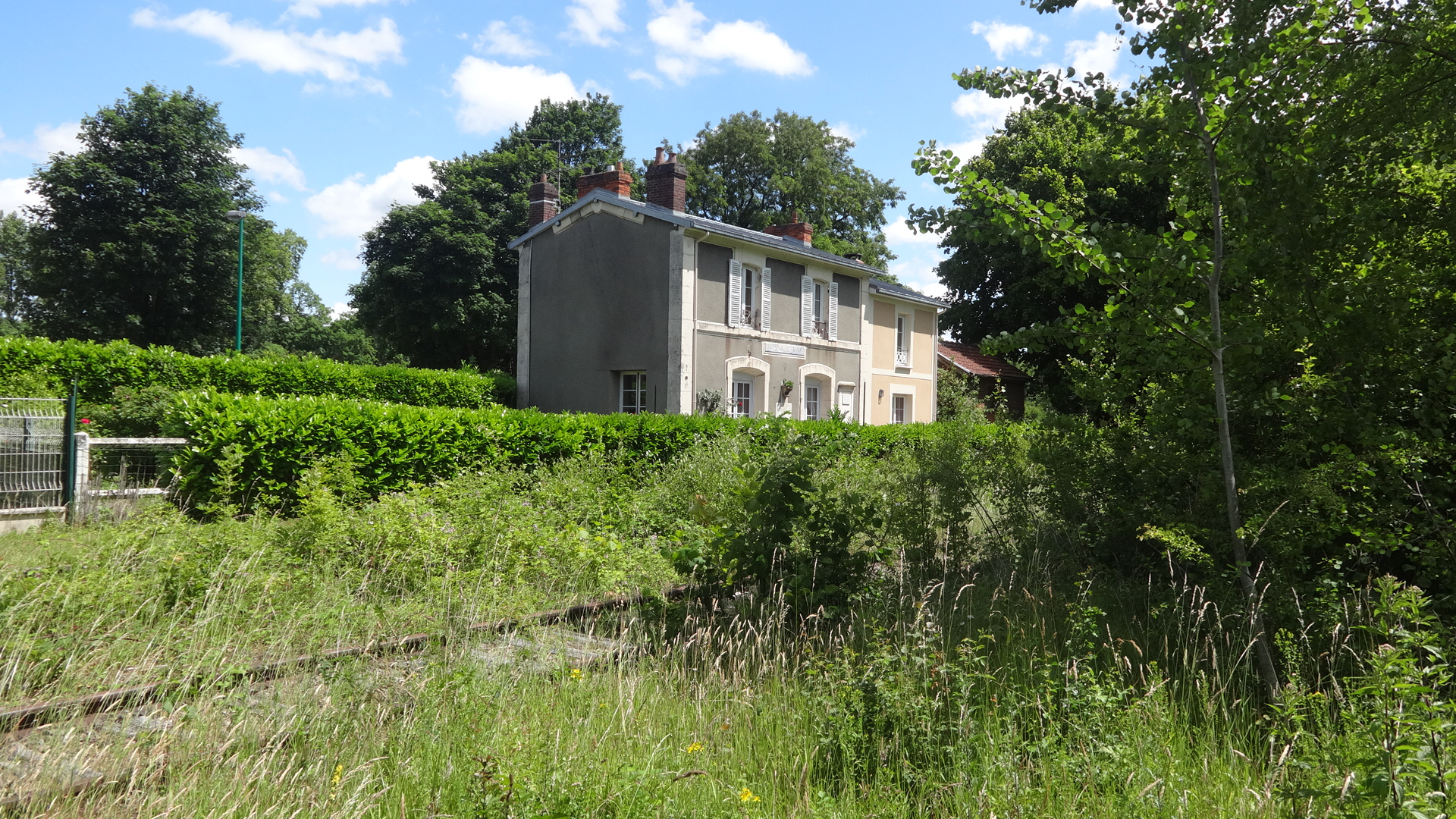
La gare
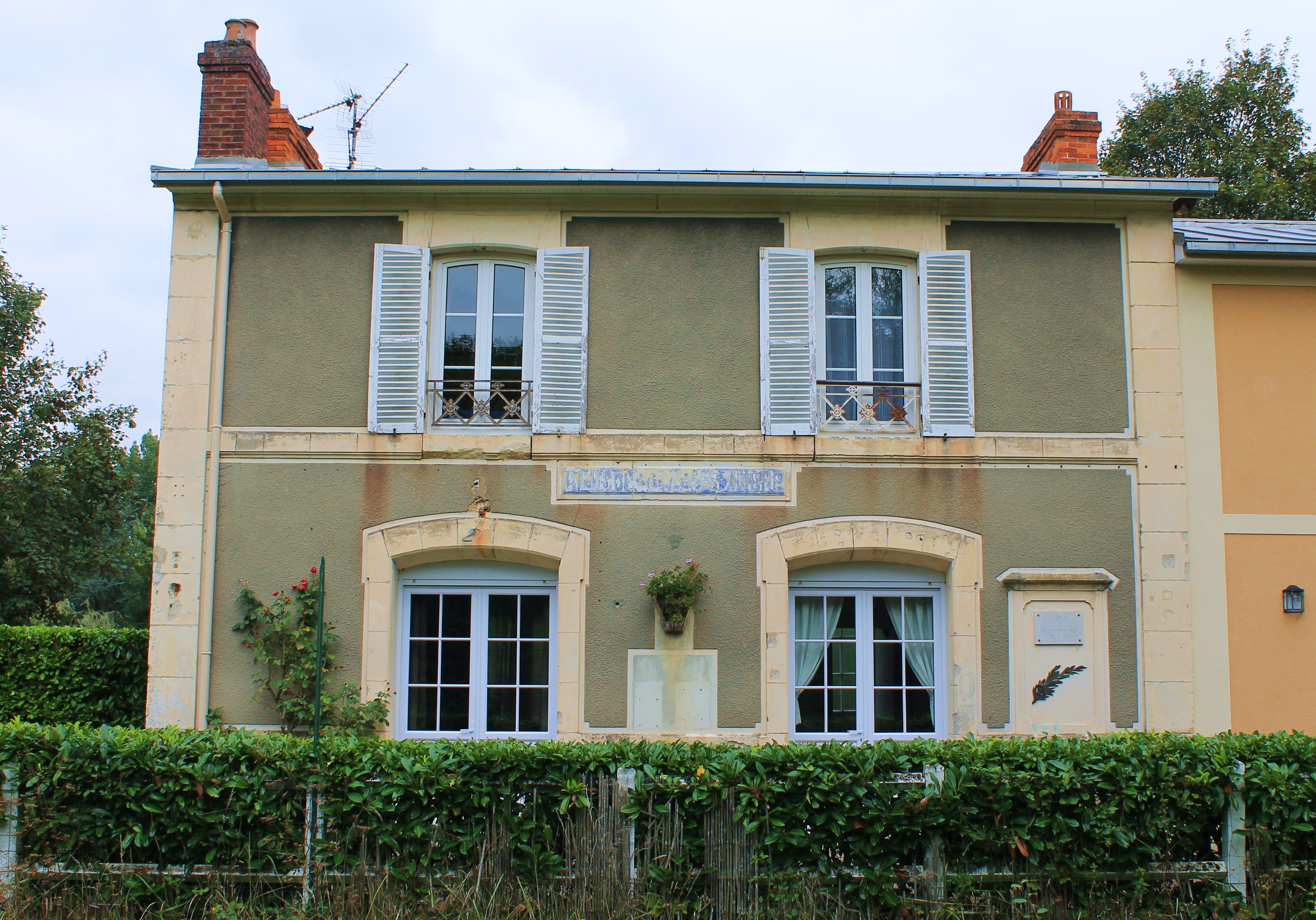
La gare
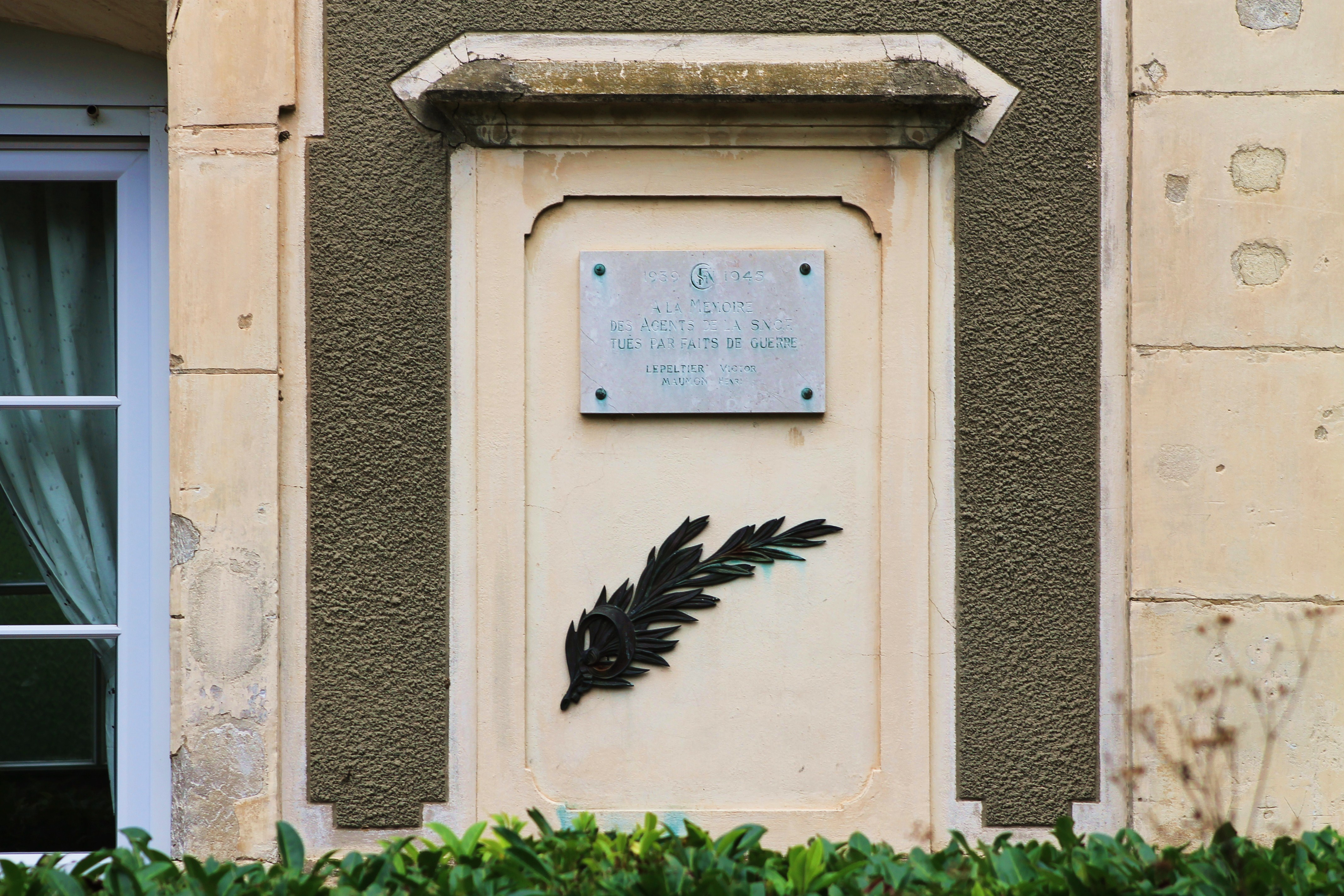
Plaque commémorative